# Куркулин
Куркули́н — белок, который был обнаружен и выделен в 1990 году из плодов растения Малайзии Curculigo latifolia. Как и миракулин, куркулин способен изменять вкусовые ощущения, но в отличие от него сам по себе обладает сладким вкусом. После потребления куркулина вода и кислые растворы ощущаются сладкими.